# 生薬学
生薬学（しょうやくがく、英語: pharmacognosy）とは、生薬の生産や鑑定方法、品質評価、有効成分、薬理作用などを取り扱う薬学の分野。
日本では、天然資源から新しい化学構造を持つ医薬品を開発する天然物化学を中心に研究されてきたため、薬用資源学（やくようしげんがく）、薬品資源学（やくひんしげんがく）と称されることもある。

## 概要
生薬は漢方薬や健康食品の原料として広く使用されているが、それら天然由来であるため品質が安定せず、本来の生薬学の目的は、それら品質管理方法の開発であった。そのため、古くは生薬の顕微鏡観察による検定方法、近年では含有化学成分による検定方法、ごく最近は遺伝子による検定方法が開発されてきている。それらの技術は、近年の漢方薬の普及や、健康食品ブームに大いに貢献している。
いっぽう、その過程で含有化学成分の分析方法の発展から、生薬中に含まれる未知の薬効成分を新しい医薬品として開発するという天然物化学が生薬学から発展し、日本だけでなくアメリカの薬学部における生薬学研究の主流を占めるようになった。実際、世界で使用される医薬品の多くは、そのような天然物またはその誘導体であり、今後も新しい医薬品が天然物から開発されることが期待される。
日本における生薬学は、漢方薬や健康食品の原料として使用される天然由来の動植物を研究対象に扱うことが多いが、アメリカにおける生薬学の対象は、天然物由来の医薬品すべてであり、多くの微生物由来の抗生物質や、インスリンやインターフェロンなどの遺伝子組換え医薬品も生薬学の範囲である。

## 日本における生薬学
日本において生薬学という学問上の名称が用いられたのは明治13年（1880年）からであり、東京医学校製薬学科の別課である通学生教場にて日本人教師が日本語で講義する必要性が生じたため、当時助教授であった大井玄洞が J.W.Wingand の "Lehrbuch der Pharmakognosie" などの書籍を参考に教科書を作るあたり、ドイツ語の Pharmakognosie（これはギリシャ語の pharmakon（薬物）と gnosis（知識）からの造語）に「生薬学」の訳をあて、『生薬学』、『生薬学図譜』を刊行したものである。
その後、ドイツ留学から帰国した下山順一郎が明治20年（1887年）帝国大学生薬学講座の初代教授に就任し、生薬学の基礎を確立した。